# Смиріно
Смиріно (рос. Смирино) — присілок в Балахнинському районі Нижньогородської області Російської Федерації.
Населення становить 219 осіб. Входить до складу муніципального утворення Шеляуховська сільрада.

## Історія
Від 2009 року входить до складу муніципального утворення Шеляуховська сільрада.

## Населення
| 2002 | 2010 |
| ---- | ---- |
| 225  | ↘219 |